# Bela Macourek
Bela Macourek, avstro-ogrski častnik, vojaški pilot in letalski as, * 4. november 1889, Bratislava. (tedaj Pozsony)
Nadporočnik Macourek je v svoji vojaški službi dosegel 5 zračnih zmag.

## Življenjepis
Med prvo svetovno vojno je bil pripadnik Flik 1J, Flik 6F in Flik 23.

## Odlikovanja
- vojaški zaslužni križec 3. razreda
- srebrna in bronasta vojaška zaslužna medalja